# 沃爾特·格羅特里安
沃爾特·羅伯特·威廉·格羅特里安（德語：Walter Robert Wilhelm Grotrian，1890年4月21日—1954年3月3日）是一名德國天文學家和天體物理學家。
1928年，他將格羅特里安圖引入原子光譜學，顯示原子能級之間的允許轉換。
格羅特里安研究了太陽日冕在光譜綠色區域的發射線；這條發射線不能歸因於任何已知的化學元素，被認為是一種新元素（科學家將其命名為𰛂）。格羅特里安和來自瑞典的本特·埃德倫證明，觀察到的兩條發射線來自失去約一半26個電子的鐵原子。
月球背面的格羅特里安環形山以他的名字命名。